# 何之元
何之元（6世紀？—593年），字幹玉，廬江灊縣人，南北朝南梁及南陳官員和文學家。
何之元的祖父何僧達是南齊御史臺治書侍御史，父親何法勝則以操行學業聞名。何之元幼年好學，有才學思考，辦喪事超過常禮，被南梁司空袁昂重視。天監末年袁昂上表推薦他，因而獲得召見，擔任太尉臨川王蕭宏的揚州議曹從事史，不久轉任主簿。袁昂出任丹陽尹，授予何之元為丹陽五官掾，負責戶曹事務；很快他轉職信義縣令。何之元的族人何敬容位高權重，經常派人造訪他，但他始終不去。別人問他為何，他說：「以前楚人觀起得寵，有馬的人都逃跑了。他德行不足而責任重大，一定接近失敗，我恐怕未有利益就已經惹禍。」明白的人都稱讚他。安西將軍武陵王蕭紀擔任益州刺史，起用何之元為安西刑獄參軍。侯景之亂，蕭紀以太尉承制，授他南梁州刺史、北巴西太守；蕭紀自成都舉兵東下，何之元和蜀中民眾抗表請求不要舉兵，但蕭紀認為他聚眾鬧事而囚禁於船艦中。蕭紀兵敗，他跟隨邵陵太守劉恭到郡，很快江陵失陷、劉恭去世，王琳徵召他擔任記室參軍；梁敬帝冊封王琳為司空，何之元除授司空府諮議參軍，領任記室。
王琳立蕭莊為帝，任用何之元為中書侍郎，適逢齊文宣帝駕崩，令他前往拜祭，到壽春時王琳敗亡，齊主就以為他就任揚州別駕，管理壽春。陳軍北伐取得淮南，湘州刺史始興王陳叔陵遣派功曹史柳咸送信徵召他。何之元最初和陳朝有嫌隙，收到書信後大為惶恐，但看書看到「孔璋無罪，左車見用」，他仰天歎道：「書本這樣說，怎會欺騙我？」於是隨同柳咸到湘州。太建八年（576年），任職中衛府功曹參軍事，遷轉諮議參軍。陳叔陵被殺，何之元斷絕人事，專心著述，認為梁朝從武皇到敬帝，興亡命運和盛衰跡象能夠引以為戒，定下褒貶，將南齊永元元年到王琳遇獲的七十五年事蹟寫成為三十卷草稿，名為《梁典》。禎明三年（589年）京城被攻陷，移居常州晉陵縣，隋朝開皇十三年（593年）在家中逝世。

## 引用
1. 1 2  《陳書·卷三十四·列傳第二十八》：何之元，廬江灊人也。祖僧達，齊南臺治書侍御史。父法勝，以行業聞。之元幼好學，有才思，居喪過禮，為梁司空袁昂所重。天監末，昂表薦之，因得召見。解褐梁太尉臨川王揚州議曹從事史，尋轉主簿。及昂為丹陽尹，辟為丹陽五官掾，總戶曹事。尋除信義令。之元宗人敬容者，勢位隆重，頻相顧訪，之元終不造焉。或問其故，之元曰：「昔楚人得寵於觀起，有馬者皆亡。夫德薄任隆，必近覆敗，吾恐不獲其利而招其禍。」識者以是稱之。
2. 1 2  《南史·卷七十二·列傳第六十二》：何之元，廬江灊人也。祖僧達，齊南台書侍御史。父法勝，以行業聞。之元幼好學，有才思，居喪過禮。梁天監末，司空袁昂表薦之，因得召見。累遷信義令。其宗人敬容，位望隆重，頻相顧訪，之元終不造焉。或問其故，之元曰：「昔楚人得寵於觀起，有馬者皆亡。夫德薄任隆，必近覆敗，吾恐不獲其利而招其禍。」識者以是稱之。
3. ↑  《陳書·卷三十四·列傳第二十八》：會安西武陵王為益州刺史，以之元為安西刑獄參軍。侯景之亂，武陵王以太尉承制，授南梁州刺史、北巴西太守。武陵王自成都舉兵東下，之元與蜀中民庶抗表請無行，王以為沮眾，囚之元于艦中。及武陵兵敗，之元從邵陵太守劉恭之郡。俄而江陵陷，劉恭卒，王琳召為記室參軍。梁敬帝冊琳為司空，之元除司空府諮議參軍，領記室。
4. ↑  《南史·卷七十二·列傳第六十二》：侯景之亂，武陵王以太尉承制，授南梁州刺史、北巴西太守。武陵王自成都舉兵東下，之元與蜀中人庶抗表請無行，王以為沮眾，囚之元於艦中。及武陵兵敗，之元從邵陵太守劉棻之郡。俄而魏克江陵，劉棻卒，王琳召為記室參軍。
5. ↑  《陳書·卷三十四·列傳第二十八》：王琳之立蕭莊也，署為中書侍郎。會齊文宣帝薨，令之元赴弔，還至壽春，而王琳敗，齊主以為揚州別駕，所治即壽春也。及眾軍北伐，得淮南地，湘州刺史始興王叔陵遣功曹史柳咸齎書召之元。之元始與朝庭有隙，及書至，大惶恐，讀書至「孔璋無罪，左車見用」，之元仰而歎曰：「辭旨若此，豈欺我哉？」遂隨咸至湘州。太建八年，除中衛府功曹參軍事，尋遷諮議參軍。
6. ↑  《南史·卷七十二·列傳第六十二》：及琳立蕭莊，署為中書侍郎。王琳敗，齊主以為揚州別駕，所居即壽春也。及眾軍北伐，湘州刺史始興王叔陵遣功曹史柳咸齎書召之。之元始與陳朝有隙，書至大惶恐。讀書至「孔璋無罪，左車見用」，遂隨咸至湘州。再遷中衛府諮議參軍。
7. ↑  《陳書·卷三十四·列傳第二十八》：及叔陵誅，之元乃屏絕人事，銳精著述。以為梁氏肇自武皇，終于敬帝，其興亡之運，盛衰之跡，足以垂鑒戒，定褒貶。究其始終，起齊永元元年，迄于王琳遇獲，七十五年行事，草創為三十卷，號曰《梁典》。禎明三年，京城陷，乃移居常州之晉陵縣。隋開皇十三年，卒于家。
8. ↑  《南史·卷七十二·列傳第六十二》：及叔陵誅，之元乃屏絕人事，著梁典，起齊永元元年，迄於琳遇獲，七十五年行事，為三十卷。陳亡，移居常州之晉陵縣。隋開皇十三年，卒於家。

## 延伸阅读
[在维基数据编辑]
 《陳書·卷34》，出自姚思廉《陳書》